# Pozo Airón
El Pozo Airón es una cascada situada en el término municipal de Pereña de la Ribera, en la provincia de Salamanca, Castilla y León, España. La zona se caracteriza por un microclima de tipo mediterráneo con vegetación propia[cita requerida] del levante español, como olivos, almez, enebros, jaras, etc.